# Töjbar elektronik
Töjbar elektronik, även känd som elastisk elektronik eller elastiska kretsar, är elektroniska kretsar som tål att töjas till stor utsträckning utan att gå sönder. Man tillverkar detta ofta genom att deponera eller bädda in elektroniska enheter och kretsar på töjbara underlag som silikon eller polyuretaner. I det enklaste fallet kan töjbar elektronik tillverkas genom att använda samma komponenter som används för styva kretskort, med det styva underlaget kapat eller delvis kapat (vanligtvis i ett serpentinmönster) för att möjliggöra sträckbarhet i planet. Många forskare har emellertid också testat att tillverka själva ledarna av töjbara material, till exempel flytande metaller.
En av de stora utmaningarna inom detta område är att utforma underlaget och sammankopplingarna så att de är töjbara, snarare än flexibla eller styva (kretskort). Typiskt väljs polymerer som substrat eller som material att bädda in elektroniken i. Vid böjning av substratet sträcker sig dess yttersta radien (se Strain i en Euler – Bernoulli -stråle) vilket utsätter interna sammankopplingar för hög mekanisk belastning. Sträckbar elektronik använder sig ofta av biomimik så att den efterliknar mänsklig hud och kött, eftersom den är töjbar, samtidigt som den behåller full funktionalitet. Nya möjligheter till designer och produkter öppnas med stretchbar elektronik, inklusive känslig elektronisk hud för robotanordningar och in vivo implanterbar svampliknande elektronik.